# Смолічев Петро Іванович
Петро́ Іва́нович Смо́лічев (12 січня 1891, Княжичі — 1944 чи 1947) — український археолог, історик стародавнього Сходу, Греції та Риму. Також чернігівський краєзнавець та педагог. 
Жертва сталінського терору. 

## Життєпис
Народився 12 січня 1891 у с. Княжичі Глухівського повіту Чернігівської губернії (нині — Ямпільського району Сумської області). Навчався у Чернігівській духовній семінарії, Петербурзькій духовній академії та Петербурзькому археологічному інституті.
За часів української національної революції повернувся до Чернігова і влаштувався на посаду викладача щойно створеного педагогічного інституту, невдовзі реорганізованого в інститут народної освіти. Протягом 1919–1923 рр. він читав студентам лекції з історії стародавнього Сходу, Греції та Риму, а також кілька спецкурсів із педагогіки. Однак давнє прагнення цілком присвятити себе науковій роботі не вщухало, і навесні 1923 р. П. Смолічев обійняв посаду завідувача 2-го Чернігівського Радянського музею (колишній історико-археологічний музей Чернігівської губернської архівної комісії).
Після об'єднання усіх музеїв міста і утворення в 1925 р. єдиного Чернігівського державного музею П. Смолічев очолив його археологічний відділ. Брав участь у роботі створеного при музеї екскурсійного бюро та водночас активно співробітничав у громадських краєзнавчих об'єднаннях, насамперед Чернігівському науковому товаристві. Протягом 1925–1928 рр. П. Смолічев неодноразово виступав на його засіданнях з доповідями про археологічні старожитності Чернігівщини та Наддніпрянської України, а у січні 1929 р. був обраний кандидатом у члени ради товариства.
Він також брав участь у створенні Чернігівського інституту краєзнавства — своєрідної наукової асоціації, покликаної координувати краєзнавчі студії у регіоні. Влітку 1923 р. за ініціативою місцевих краєзнавців, яку підтримала Українська Академія наук, розгорнулося комплексне архітектурно-археологічне обстеження видатної пам'ятки староукраїнської культури XI ст. Спасо-Пребраженського собору. Керівництво розкопками і обмірами здійснювали київські фахівці Микола Макаренко та Іван Моргилевський, яким асистував Смолічев.
Здобуті в процесі розкопок матеріали дозволили з'ясувати низку питань, пов'язаних із походженням та історією Спасо-Преображенського собору, і викликали значний інтерес у науковому світі. Згодом, 1924 і 1926, також за участю Смолічева, І. Моргилевський здійснив архітектурно-археологічне дослідження ще однієї давньої пам'ятки Чернігова — Успенського собору Єлецького монастиря. На початку 1924 Смолічев, разом з іншими музейними працівниками Чернігова, вивчав муміфіковані поховання другої половини XVIII — початку XIX ст., виявлені у склепі Воскресенської церкви у містечку Седневі.
Однак в історію української археології Смолічев увійшов передовсім як дослідник курганного могильника у селі Шестовиця, що на березі Десни неподалік від Чернігова.
Загалом протягом 1925–1928 рр. він дослідив понад 40 курганів X ст., що містили поховання за обрядами трупоспалення і трупопокладення, а також кілька кенотафів. Аналіз поховального обряду й інвентарю дозволив П. Смолічеву висловити обережне припущення щодо етнічної, зокрема, варязької, приналежності частини поховань. Згодом цю думку поглибили інші вчені, що вели розкопки в Шестовиці у повоєнні роки. У цілому ж, здобуті П. Смолічевим матеріали мали важливе значення для вивчення процесу становлення феодальних відносин на території Київської Держави. Не випадково, отже, що саме він 1925 р. став дійсним членом Всеукраїнського Археологічного комітету, а дещо пізніше — співробітником Комісії Лівобережної України при Історичній Секції УАН.
Водночас П. Смолічев студіював старожитності, що зберігалися у зібранні Чернігівського державного музею. Так, серед знахідок, що свого часу надійшли з Мізинської пізньопалеолітичної стоянки, він виявив і описав своєрідний «скарб», схований, напевне, дитиною у кістці мамута, що складався з різаків, скребачок, протичок та ін. На особливу увагу заслуговує ґрунтовна праця П. Смолічева «Чернігів та його околиці за часів великокнязівських» — перша і загалом вдала спроба узагальнити увесь наявний документальний та археологічний матеріал про одну з найяскравіших сторінок в історії міста. Перу П. Смолічева належить також невеличка розвідка з історії порцелянового виробництва на Чернігівщині, присвячена відкриттю у середині XVIII ст. покладів високоякісної глини (каоліну) поблизу с. Полошки. Згодом у сусідньому с. Волокитине було засновано відому порцелянову фабрику Андрія Миклашевського.
На пропозицію Всеукраїнського Археологічного комітету восени 1926 р. П. Смолічев розпочав розкопки поблизу с. Маслова на Черкащині, а після закінчення свого останнього польового сезону 1927 р. у Шестовиці був прикомандирований до Експедиції з наукового дослідження території Дніпробуду і протягом 1928–1932 рр. брав участь у археологічних розкопках у цьому регіоні. Варто відзначити, що він працював у тісному контакті з видатним українським істориком академіком Дмитром Яворницьким. Відтепер до Чернігова, де залишилась його родина, П. Смолічев навідувався тільки зрідка, а після призначення у 1931 р. на посаду завідувача сектору послідовної зміни культур Державного музею Дніпробуду, взагалі залишив роботу в Чернігівському державному музеї.

## Сталінський терор
У 1933–1934 рр. сталося знайомство П. Смолічева з НКВС. Воно виявилося настільки швидкоплинним, що серед науковців ходили чутки, ніби П. Смолічев утік до Сибіру і переховувався там під чужим прізвищем.
Насправді ж, його було вислано до Середньої Азії. Набагато пізніше, за років Другої світової війни, П. Смолічев дістав змогу повернутися до наукової роботи в інституті історії, археології та етнографії Академії наук Таджицької РСР і в 1949–1952 рр. навіть надрукував дві праці у її виданнях.
Рік смерті П. Смолічева точно невідомий. За версією сина, він помер 1944 р.. У той же час сайт «» подає довідку, що Смолічев помер 1947 р.. Є версія, що трапилось це на початку 1950-х рр., бо вже навесні 1955 р. частина його особистого невеличкого архіву надійшла з Архіву Академії Наук Таджицької РСР до Інституту археології АН України, де зберігається і досі.

## Вшанування пам'яті
У м. Чернігові, у процесі декомунізації та денацифікації України, провулок Жовтневий перейменований на честь Петра Смолічева.

## Праці
- 1. РЕДКОЕ открытие //Красное знамя (Чернигов). — 1924. — 17 февр. Повідомлення про обстеження склепів Воскресенської церкви у Седневі.
- 2. РОЗКОПКИ сіверянських могил в с. Шестовиці на Чернігівщині влітку 1925 р. //Україна. — 1926. — № 1. — С.178-180.
- 3. АРХЕОЛОГІЧНІ досліди в околицях містечка Златополя на Черкащині року 1926 //Коротке звідомлення ВУАК за 1926 рік. — К., 1927. — С.154 — 166.
- 4. «СКАРБ» палеолітичної доби (кремінне начиння, сховане в кістці мамута) з Мезинської палеолітичної станції //Чернігів і Північне Лівобережжя: Огляди. Розвідки. Матеріали /Під ред. М. С. Грушевського. — К., 1928. — С.36-41.
- 5. ЧЕРНИГІВ та його околиці за часів великокнязівських //Чернігів і Північне Лівобережжя: Огляди. Розвідки. Матеріали /Під ред. М. С. Грушевського. — К., 1928. — С.118-146.
- 6. [Архівовано 18 лютого 2017 у Wayback Machine.] До історії порцелянового виробництва на Чернігівщині //Ювілейний збірник на пошану академіка М. С. Грушевського. — К.,1928. — Т. 1. — С.92-97.
- 7. АРХЕОЛОГІЧНІ розкопки на терені Дніпрельстану, в с. Кічкасі Запорізької округи у вересні — жовтні 1927 р. //Збірник [Дніпропетровського краєвого історико-археологічного музею]. — Дніпропетровськ, 1929. — Т. 1. — С.161-234.
- 8. ПОДВІЙНІ поховання Х сторіччя коло Шестовиці на Чернігівщині //Записки Чернігівського наукового товариства. — Чернігів, 1931. — Т. 1: Праці історично-краєзнавчої секції. — С.56-64.
- 9. ПОГРЕБЕНИЯ со скорченными костяками в районе г. Сталинабада //Известия Института истории, языка и литературы АН СССР, Тадж. филиал. — Душанбе, 1949. — № 15. — С.75-83.
- 10. АРХЕОЛОГИЧЕСКИЕ работы в Дангаре в 1942 г. //Известия отдела общественных наук АН Тадж. ССР. — Душанбе, 1952. — Вып. 2. — С.93-107.

### Неопубліковані
| Неопубліковані праці зберігаються в особовому фонді дослідника в Науковому архіві Інституту археології НАН України (Ф. 6). |
- 11. ПАЛЕОНТОЛОГИЧЕСКИЕ находки на Черниговщине. 1925.
- 12. ДНЕПРОСТРОЕВСКАЯ археологическая экспедиция Наркомпроса Украины. 1931–1932.
- 13. ХРОНОЛОГИЯ главнейших моментов Днепровского строительства. 1921–1932.